# Race of Champions 1977
La Race of Champions 1977 (XII Marlboro/Daily Mail Race of Champions) è stata una gara di Formula 1, non valida per il campionato del mondo, disputata domenica 20 marzo 1977 sul Circuito di Brands Hatch, nel Regno Unito.
La gara venne vinta da James Hunt su McLaren-Ford Cosworth. Il pilota inglese fece segnare anche il giro più veloce. Questa fu la sua quarta vittoria in una gara non titolata; precedette il sudafricano Jody Scheckter su Wolf-Ford Cosworth e il britannico John Watson su Brabham-Alfa Romeo. Fu l'unica gara non titolata disputata nel 1977.

## Vigilia

### Aspetti tecnici
Presentarono modelli nuovi la Hesketh con la 308, la BRM con la P204 e la LEC con la CRP1. Questo fu l'esordio come costruttore per la LEC, già presente a qualche gara del 1973, sempre con Purley alla guida, utilizzando una March 731.

### Aspetti sportivi
La gara si trovò nel calendario tra il Gran Premio del Sudafrica (5 marzo) e quello degli Stati Uniti Ovest, previsto per il 3 aprile, e fu quindi la prima gara di F1 corsa nel 1977 in Europa, come da tradizione.
L'evento venne rattristato dalla notizia della morte del pilota della Brabham Carlos Pace, avvenuta il 18 marzo a causa di un incidente aereo presso Mairiporã, città dello stato di San Paolo, in Brasile. Con lui perirono anche il pilota e un altro passeggero. Il corpo, dilaniato, venne riconosciuto tramite le impronte digitali. Bernie Ecclestone, patron della Brabham dichiarò:

## Piloti e team
Tutti i team iscrissero un solo pilota. Tra le scuderie più importanti, che non presero parte alla gara, vi furono la Ferrari e la Ligier. Rupert Keegan debuttò in una gara di F1 con la Hesketh. Debuttarono la Melchester Racing e la British Formula 1 Racing, quest'ultima partecipò a diversi gran premi nella stagione, mentre la prima tentò di qualificarsi, senza successo, nel solo Gran Premio di Gran Bretagna. Tra gli iscritti ci fu anche un pilota donna, Divina Galica, che utilizzò il poco frequente numero 13, già usato dalla pilotessa nelle qualifiche del Gran Premio di Gran Bretagna 1976.
I seguenti piloti e costruttori vennero iscritti alla gara:
| Team                            | Telaio                     | Gomme | Nr. | Pilota             |
| ------------------------------- | -------------------------- | ----- | --- | ------------------ |
| Marlboro Team McLaren           | McLaren M23-Ford Cosworth  | G     | 1   | James Hunt         |
| Elf Team Tyrrell                | Tyrrell P34-Ford Cosworth  | G     | 3   | Ronnie Peterson    |
| John Player Team Lotus          | Lotus 78-Ford Cosworth     | G     | 5   | Mario Andretti     |
| Martini Racing                  | Brabham BT45B-Alfa Romeo   | G     | 7   | John Watson        |
| March Engineering               | March 761B-Ford Cosworth   | G     | 9   | Alex-Dias Ribeiro  |
| Shellsport/Whiting              | Surtees TS19-Ford Cosworth | G     | 13  | Divina Galica      |
| Rotary Watches Stanley BRM      | BRM P207                   | G     | 14  | Larry Perkins      |
| Shadow Racing Team with Tabatip | Shadow DN8-Ford Cosworth   | G     | 16  | Jackie Oliver      |
| Beta Team Surtees               | Surtees TS19-Ford Cosworth | G     | 18  | Vittorio Brambilla |
| Walter Wolf Racing              | Wolf WR1-Ford Cosworth     | G     | 20  | Jody Scheckter     |
| Team Tissot Ensign with Castrol | Ensign N177-Ford Cosworth  | G     | 22  | Clay Regazzoni     |
| Penthouse Rizla Racing          | Hesketh 308E-Ford Cosworth | G     | 24  | Rupert Keegan      |
| LEC Refrigeration               | LEC CRP1-Ford Cosworth     | G     | 31  | David Purley       |
| RAM Racing/F&S Properties       | March 761-Ford Cosworth    | G     | 33  | Boy Hayje          |
| Melchester Racing               | Surtees TS19-Ford Cosworth | G     | 36  | Tony Trimmer       |
| Goldie Hexagon Racing           | Penske PC3-Ford Cosworth   | G     | 37  | Bob Evans          |
| British Formula One Racing Team | March 761-Ford Cosworth    | G     | 38  | Brian Henton       |

## Qualifiche

### Resoconto
John Watson conquistò la pole position: la prima per una vettura motorizzata Alfa Romeo in una gara di F1, anche se non valida per il mondiale, dal Gran Premio d'Italia 1951, con al volante Juan Manuel Fangio.

### Risultati
Nella sessione di qualifica si è avuta questa situazione: 
| Pos | Nº | Pilota             | Costruttore           | Tempo   | Griglia |
| --- | -- | ------------------ | --------------------- | ------- | ------- |
| 1   | 7  | John Watson        | Brabham-Alfa Romeo    | 1'19"05 | 1       |
| 2   | 5  | Mario Andretti     | Lotus-Ford Cosworth   | 1'19"39 | 2       |
| 3   | 1  | James Hunt         | McLaren-Ford Cosworth | 1'19"60 | 3       |
| 4   | 20 | Jody Scheckter     | Wolf-Ford Cosworth    | 1'20"18 | 4       |
| 5   | 3  | Ronnie Peterson    | Tyrrell-Ford Cosworth | 1'20"33 | 5       |
| 6   | 22 | Clay Regazzoni     | Ensign-Ford Cosworth  | 1'21"82 | 6       |
| 7   | 16 | Jackie Oliver      | Shadow-Ford Cosworth  | 1'21"88 | 7       |
| 8   | 36 | Tony Trimmer       | Surtees-Ford Cosworth | 1'22"51 | 8       |
| 9   | 24 | Rupert Keegan      | Hesketh-Ford Cosworth | 1'22"58 | 9       |
| 10  | 38 | Brian Henton       | March-Ford Cosworth   | 1'22"90 | 10      |
| 11  | 37 | Bob Evans          | Penske-Ford Cosworth  | 1'23"17 | 11      |
| 12  | 33 | Boy Hayje          | March-Ford Cosworth   | 1'23"71 | 12      |
| 13  | 31 | David Purley       | LEC-Ford Cosworth     | 1'24"64 | 13      |
| 14  | 14 | Larry Perkins      | BRM                   | 1'25"14 | NP      |
| 15  | 13 | Divina Galica      | Surtees-Ford Cosworth | 1'26"09 | 15      |
| 16  | 9  | Alex-Dias Ribeiro  | March-Ford Cosworth   | 1'27"47 | 16      |
| 17  | 18 | Vittorio Brambilla | Surtees-Ford Cosworth | 1'29"15 | 17      |

## Gara

### Resoconto
Mario Andretti condusse la gara per 33 giri, fino a quando fu costretto al ritiro per un guasto al suo motore. Vinse così James Hunt.

### Risultati
I risultati della gara furono i seguenti:
| Pos | No | Pilota             | Team                  | Giri | Tempo/Ritiro     | Griglia |
| --- | -- | ------------------ | --------------------- | ---- | ---------------- | ------- |
| 1   | 1  | James Hunt         | McLaren-Ford Cosworth | 40   | 53'54"35         | 3       |
| 2   | 20 | Jody Scheckter     | Wolf-Ford Cosworth    | 40   | + 23"52          | 4       |
| 3   | 7  | John Watson        | Brabham-Alfa Romeo    | 40   | + 1'08"00        | 1       |
| 4   | 38 | Brian Henton       | March-Ford Cosworth   | 39   | + 1 giro         | 10      |
| 5   | 16 | Jackie Oliver      | Shadow-Ford Cosworth  | 39   | + 1 giro         | 7       |
| 6   | 31 | David Purley       | LEC-Ford Cosworth     | 39   | + 1 giro         | 13      |
| 7   | 33 | Boy Hayje          | March-Ford Cosworth   | 39   | + 1 giro         | 12      |
| 8   | 24 | Rupert Keegan      | Hesketh-Ford Cosworth | 39   | + 1 giro         | 9       |
| 9   | 6  | Tony Trimmer       | Surtees-Ford Cosworth | 38   | + 2 giri         | 8       |
| 10  | 3  | Ronnie Peterson    | Tyrrell-Ford Cosworth | 37   | Motore           | 5       |
| 11  | 37 | Bob Evans          | Penske-Ford Cosworth  | 37   | + 3 giri         | 11      |
| 12  | 13 | Divina Galica      | Surtees-Ford Cosworth | 37   | + 3 giri         | 15      |
| NC  | 22 | Clay Regazzoni     | Ensign-Ford Cosworth  | 35   | Non Classificato | 6       |
| Rit | 5  | Mario Andretti     | Lotus-Ford Cosworth   | 34   | Iniezione        | 2       |
| Rit | 9  | Alex-Dias Ribeiro  | March-Ford Cosworth   | 19   | Motore           | 16      |
| Rit | 18 | Vittorio Brambilla | Surtees-Ford Cosworth | 11   | Probl. elettrici | 17      |
| NP  | 14 | Larry Perkins      | BRM                   |      | Sospensione      | 14      |